# Candedo (Vinhais)
Candedo is een plaats (freguesia) in de Portugese gemeente Vinhais en telt 401 inwoners (2001).